# صومائيل كاباليرو
صومائيل كاباليرو (بالإسبانية: Samuel Caballero)‏ (24 ديسمبر 1974 هندوراس - ) هو لاعب كرة قدم هندوراسي، شارك في الألعاب الأولمبية الصيفية 2008.

## روابط خارجية
- صومائيل كاباليرو على موقع الاتحاد الدولي (مؤرشف)  (الإنجليزية)
- صومائيل كاباليرو على موقع الدوري الأمريكي (الإنجليزية)
- صومائيل كاباليرو على موقع قاعدة بيانات كرة القدم.إي يو (الإنجليزية)
- صومائيل كاباليرو على موقع ناشيونال فوتبول تيمز (الإنجليزية)
- صومائيل كاباليرو على موقع عالم كرة القدم.نت (الإنجليزية)
- صومائيل كاباليرو على موقع أوليمبيديا (الإنجليزية)